# Castello di Monzambano
Il castello di Monzambano è un'antica roccaforte risalente all'XI secolo situata su un'altura sovrastante il centro di Monzambano, in provincia di Mantova, che conserva inalterato l'originario impianto urbanistico, oltre ad alcuni edifici medievali e le opere difensive, tra cui le torri e le mura perimetrali di difesa a merlatura guelfa. All'interno delle mura è presente la chiesetta di San Biagio.
Edificato probabilmente per difendere la popolazione dalle invasioni barbariche nell'XI secolo per volere di Matilde di Canossa, agli inizi del XIII secolo passò in proprietà agli Scaligeri che sconfissero i mantovani a Ponte Molino.
Nel 1391 venne acquisito dai Visconti. Nel 1495 la Repubblica di Venezia si insediò a Monzambano e il castello rimase nei loro domini sino alla fine del XVIII secolo. In epoca napoleonica, il paese ripassò sotto Mantova.
Dotato di torri rettangolari, il castello comprende una cinta murata merlata a pianta irregolare, la quale si sviluppa attraverso due attigue colline.